# Lipie Śląskie
Lipie Śląskie – wieś w Polsce, położona w województwie śląskim, w powiecie lublinieckim, w gminie Pawonków.
Wieś leży przy skrzyżowaniu dróg krajowych nr 11 (zachodnia obwodnica Lublińca) i 46. Przebiega tędy również linia kolejowa Lubliniec – Opole. Do 20 lipca 1987 istniała na niej stacja Lipie Śląskie.
Rodzaj miejscowości został zmieniony 1.01.2022 r. z część wsi Lisowice, na wieś.
W latach 1975–1998 Lipie Śląskie administracyjnie należały do województwa częstochowskiego.

## Dinozaury z Lipia Śląskiego
W miejscowej cegielni znaleziono kości dinozaurów (stanowisko szczegółowiej opisano w haśle Lisowice).